# Hermann Carl Vogel
A nu se confunda cu Hermann Wilhelm Vogel⁠(d) (1834 - 1898)!
Hermann Carl Vogel (n. 3 aprilie 1841, Leipzig, Regatul Saxoniei – d. 13 august 1907, Potsdam, Imperiul German) a fost un astrofizician german, care s-a remarcat prin diverse descoperiri în domeniul spectroscopiei stelare.
În 1883 inventariază spectrele a 4051 de stele.
În 1888 face primele măsurători spectrografice ale vitezelor radiale ale stelelor, utilizând principiul deplasării spre roșu (Efectul Doppler, formulat de Hippolyte Fizeau.
În 1889 descoperă binarele spectroscopice.
Pentru activitatea sa, în 1893 a fost premiat cu Medalia de Aur a Societății Astronomice Regale, iar în 1906 a primit Medalia Bruce.
Un crater pe Lună și unul pe Marte îi poartă numele.